# Phora nigricornis
Phora nigricornis är en tvåvingeart som beskrevs av Egger 1862. Phora nigricornis ingår i släktet Phora och familjen puckelflugor.
Artens utbredningsområde är Österrike. Inga underarter finns listade i Catalogue of Life.